# Герб Нижнекамского района
Герб муниципального образования «Нижнека́мский муниципальный район» Республики Татарстан Российской Федерации — опознавательно-правовой знак, служащий официальным символом муниципального образования.
Герб утверждён Решением № 25 Совета Нижнекамского муниципального района 9 июня 2006 года.
Герб внесён в Государственный геральдический регистр Российской Федерации под регистрационном номером 2399 и в Государственный геральдический реестр Республики Татарстан под № 60.

## Описание герба
«В рассечённом лазоревом и зелёном поле, поверх всего — золотой столб, обрамлённый зелёным шаром, окружённым обращёнными к нему таковыми же малыми отвлечёнными остриями („тень солнца“) и поверх шара — выходящей в оконечности сосной переменных цветов; столб сопровождён слева внизу тремя сближенными чешуевидно изогнутыми серебряными нитями в пояс, а слева вверху тремя (две и одна) летящими прямо серебряными чайками».

## Символика герба
Герб Нижнекамского района языком символов и аллегорий отражает исторические, географические и культурные особенности края. В гербе Нижнекамска аллегорически показана река Кама, давшая название городу. Кама — самый крупный приток Волги, по течению которой созданы три водохранилища. Самое большое из них — Нижнекамское, образованное плотиной одноимённой ГЭС.
Река отражена серебряными волнами и переменой цвета синий-жёлтый-зелёный.
Силуэт сосны и солнце символизируют благоприятные природные условия для жизни в данном регионе.
Летящие птицы также символизирует духовный подъём, энергию и созидание.
Серебро — чистота родниковой воды, совершенство, благородство, взаимопонимание.
Золото — символ урожая, богатства, стабильности, уважения и интеллекта.
Лазоревый (голубой, синий) цвет символизирует честь, славу, преданность, истину.
Зелёный цвет — символ природы, здоровья и жизненного роста.

## История герба
Разработка герба произведена Геральдическим советом при Президенте Республики Татарстан совместно с Союзом геральдистов России в составе:
Рамиль Хайрутдинов (Казань), Радик Салихов (Казань), Ильнур Миннуллин (Казань), Константин Моченов (Химки), Кирилл Переходенко (Конаково), Оксана Афанасьева (Москва) при участии Геннадия Уткина (Нижнекамск).